# Lengerich (Nadrenia Północna-Westfalia)
Lengerich – miasto w Niemczech, w kraju związkowym Nadrenia Północna-Westfalia, w rejencji Münster, w powiecie Steinfurt. Prawa miejskie posiada od 1147 roku.

## Współpraca
Miejscowości partnerskie:
- Leegebruch, Brandenburgia
- Wapakoneta, Stany Zjednoczone
- Warta, Polska